# Dave Florek
Dave Florek est un acteur américain, né le 19 mai 1953 à Dearborn, dans le Michigan (États-Unis).

## Filmographie

### Au cinéma
- 1989 : SOS Fantômes 2 (Ghostbusters II) : First Cop
- 1989 : Délit d'innocence (An Innocent Man) : Court Clerk
- 1991 : La Chanteuse et le Milliardaire (The Marrying Man) : Gas Attendant
- 1998 : Fallen Arches : Tony
- 2002 : When Sunday Comes : Harry Standish
- 2004 : Hidalgo : Sentry at Wounded Knee
- 2006 : Dead Ronnie : Ron Sr.

### À la télévision
- 1988 : Police des polices (Internal Affairs) : Mechanic
- 1988 : The Absent-Minded Professor : Art
- 1989 : Columbo : Fantasmes (Sex and the Married Detective) (Série) : Norm
- 1990 : Gunsmoke: The Last Apache : Smiley
- 1990 : A Killer Among Us : Claude Platt
- 1991 : Blood Ties : Male S.C.A.V. talk show guest
- 1991 : MacGyver (saison 7, épisode 4 "Le syndrome Prométhée") : Ralph Boardman
- 1992 : Balades fatales (Overkill: The Aileen Wuornos Story)
- 1993 : Manipulation meurtrière (Telling Secrets) : Eli Craddock
- 1993 : Les Soldats de l'espérance (And the Band Played On) : Doughnut Shop Counterman
- 1994 : Murder Between Friends
- 1994 : Spring Awakening : Ransom
- 1995 : Un étrange visiteur (A Stranger in Town) : Pharmacist
- 1996 : A Stranger to Love
- 2010 : Apparition dans la série Bones (Capitaine du Cougar Boat)
- 2013 : Le Ranch de la vengeance (Shadow on the Mesa) : Baldy